# Östanbjörke
Östanbjörke är en småort i norra delen av Sunne socken i Sunne kommun, inte långt från gränsen till Lysviks socken.

## Befolkningsutveckling
| Befolkningsutvecklingen | Befolkningsutvecklingen | Befolkningsutvecklingen | Befolkningsutvecklingen | Befolkningsutvecklingen |
| ----------------------- | ----------------------- | ----------------------- | ----------------------- | ----------------------- |
|                         |                         |                         |                         |                         |
| År                      |                         |                         | Invånare                |                         |
| 2005                    | 2005                    |                         | 61                      | 61                      |
| 2010                    | 2010                    |                         | 50                      | 50                      |
| 2015                    | 2015                    |                         | 60                      | 60                      |
| Källa:                  |                         |                         |                         |                         |